# Witalij Kulik
Witalij Wasiljewicz Kulik (biał. Віталій Васільевіч Кулік, ros. Виталий Васильевич Кулик, Witalij Wasiljewicz Kulik) – białoruski polityk, deputowany do Rady Najwyższej Republiki Białorusi XIII kadencji, w latach 1996–2000 deputowany do Izby Reprezentantów Zgromadzenia Narodowego Republiki Białorusi I kadencji.

## Życiorys
W 1995 roku mieszkał w mieście Rzeczyca w obwodzie homelskim. Pracował jako dyrektor Rzeczyckiego Kombinatu Pieczywa, był członkiem Partii Agrarnej. W drugiej turze wyborów parlamentarnych 28 maja 1995 roku został wybrany na deputowanego do Rady Najwyższej Republiki Białorusi XIII kadencji z Rzeczyckiego-Sowieckiego Okręgu Wyborczego Nr 113. 9 stycznia 1996 roku został zaprzysiężony na deputowanego. Od 23 stycznia pełnił w Radzie Najwyższej funkcję członka Stałej Komisji ds. Przemysłu, Transportu, Budownictwa, Energetyki, Handlu i Innych Usług dla Ludności, Łączności i Informatyki. Poparł dokonaną przez prezydenta Alaksandra Łukaszenkę kontrowersyjną i częściowo nieuznaną międzynarodowo zmianę konstytucji. 27 listopada 1996 roku przestał uczestniczyć w pracach Rady Najwyższej i wszedł w skład utworzonej przez prezydenta Izby Reprezentantów Zgromadzenia Narodowego Republiki Białorusi I kadencji. Zgodnie z Konstytucją Białorusi z 1994 roku jego mandat deputowanego do Rady Najwyższej zakończył się 9 stycznia 2001 roku; kolejne wybory do tego organu jednak nigdy się nie odbyły.